# Ezequiel Tovar
Ezequiel Jesús Tovar (Maracay, Aragua - 1 de agosto de 2001) es un campocorto de béisbol profesional venezolano de los Colorado Rockies de las Grandes Ligas de Béisbol. Hizo su debut en la MLB en 2022.

## Carrera

### Ligas menores
Tovar firmó con los Rockies de Colorado como agente libre internacional el 1 de agosto de 2017. 
Tovar hizo su debut profesional con los Rockies de la Liga Dominicana de Verano, bateando .262 con 11 carreras impulsadas en 35 juegos. En 2019, dividió la temporada entre los Grand Junction Rockies de nivel novato y los Boise Hawks Low-A con quienes produjo .253/.318/.322 con dos jonrones, 16 carreras impulsadas y 17 bases robadas en 73 juegos. No jugó en 2020 debido a la cancelación de la temporada de ligas menores por la pandemia de COVID-19. Tovar pasó la temporada 2021 con los Fresno Grizzlies Single-A y los Spokane Indians High-A, con los cuales alcancó cifras de .287/.322/.475 con 15 vuelacercas, 72 remolcadas, 30 dobles y 24 bases robadas. Después de la temporada, jugó en la Arizona Fall League. Fue seleccionado para el roster de 40 después de la temporada el 19 de noviembre de 2021 
Comenzó la campaña 2022 con los Hartford Yard Goats Doble A,  con 66 juegos y cifras ofensivas de .318/.386/.546 con 13 jonrones, 47 carreras impulsadas y 17 robadas. Fue ascendido a triple A con los  Isótopos de Albuquerque el 15 de septiembre de 2022. 

### En las mayores
Después de cinco juegos con Albuquerque, los Rockies ascendieron a Tovar y debutó el 23 de septiembre, logrando el primer hit de su carrera ante Sean Manaea de los Padres de San Diego. El 5 de octubre, el último día de la temporada, Tovar conectó su primer cuadrangular, un batazo solitario ante el abridor de los Dodgers de Los Ángeles, Clayton Kershaw.
Entre el 7 y el 18 de mayo de 2024, logró una seguidilla de 11 juegos con al menos un hit (.347/.360/.633, con .993 OPS), la más larga para un jugador de los Rockies ese año. Para Tovar es la segunda más larga de su carrera, tras conseguir una de 15, del 13 de junio al 2 de julio, de 2023.
El 26 de marzo de 2024, Tovar firmó un contrato por 7 años y 63,5 millones de dólares, con una cláusula de una opción adicional para una octava temporada por 20.5 millones de dólares adicionales que debe activar el club para 2031.

### En Venezuela
Tovar fue ficha de los Tiburones de La Guaira hasta noviembre de 2023 cuando fue cambiado al club de su ciudad natal los Tigres de Aragua. No obstante, aun no ha debutado en la Liga Venezolana de Béisbol Profesional.